# Coppa Italia 2008-2009 (calcio femminile)
L'edizione 2008-2009 è stata la trentasettesima della storia della Coppa Italia di calcio femminile. La formula, già adottata in precedenti edizioni, prevede due competizioni distinte - e due differenti trofei - per le Serie A e Serie A2 e per la Serie B.

## La Coppa Italia di Serie A e A2

### Squadre partecipanti
Al torneo di Coppa Italia di calcio femminile riservato alle formazioni di Serie A e Serie A2 sono iscritte le 36 squadre che hanno partecipato ai due massimi campionati nazionali e 3 squadre di Serie B (Acese, Ginnic Club Stadium e Caprera) scelte per criteri di vicinanza.

#### Serie A
- Atalanta
- Bardolino Verona
- Chiasiellis
- Fiamma Monza
- ACF Milan
- Reggiana

- Riozzese
- Roma CF
- Tavagnacco
- Torino
- Torres
- Venezia 1984

#### Serie A2
Girone A
- Atletico Oristano
- Brescia
- Como 2000
- Dinamo Ravenna
- Entella
- Fortitudo Mozzecane
- Gordige
- Montale 2000
- Mozzanica
- Olbia
- Tradate Abbiate
- Trento

Girone B
- Acmei Bari
- Aquile Palermo
- Cervia
- L.F. Jesina
- Firenze
- Grifo Perugia
- Lazio CF
- Ludos Palermo
- Napoli
- Pisa
- Upea Orlandia 97
- Vis Francavilla Fontana

#### Serie B
- Acese
- Caprera
- Ginnic Club Stadium

### Prima fase
Nella prima fase le 39 squadre partecipanti sono state suddivise in 8 gironi all'italiana, composti su base territoriale. La prima classificata di ciascun raggruppamento è qualificata ai quarti di finale. Nei gironi composti da 4 squadre (A e D) sono previste gare di andata e ritorno, negli altri gironi le squadre si incontrano in gare di sola andata.

#### Girone A
| Pos. | Squadra           | Pt | G | V | N | P | GF | GS | DR  |
| ---- | ----------------- | -- | - | - | - | - | -- | -- | --- |
| 1.   | Torres            | 18 | 6 | 6 | 0 | 0 | 44 | 0  | +44 |
| 2.   | Atletico Oristano | 8  | 6 | 2 | 2 | 2 | 23 | 16 | +7  |
| 3.   | Olbia             | 4  | 6 | 1 | 1 | 4 | 19 | 24 | -5  |
| 4.   | Caprera           | 4  | 6 | 1 | 1 | 4 | 8  | 54 | -46 |

| 7 settembre 2008  | Atletico Oristano | 3 - 0  | Olbia             |  |
| 1º ottobre 2008   | Caprera           | 0 - 6  | Torres            |  |
| 14 settembre 2008 | Torres            | 8 - 0  | Atletico Oristano |  |
| 14 settembre 2008 | Olbia             | 14 - 0 | Caprera           |  |
| 20 settembre 2008 | Torres            | 6 - 0  | Olbia             |  |
| 21 settembre 2008 | Atletico Oristano | 15 - 0 | Caprera           |  |
| 27 settembre 2008 | Torres            | 13 - 0 | Caprera           |  |
| 25 ottobre 2008   | Olbia             | 2 - 2  | Atletico Oristano |  |
| 11 gennaio 2009   | Atletico Oristano | 0 - 3  | Torres            |  |
| 11 gennaio 2009   | Caprera           | 5 - 3  | Olbia             |  |
| 19 aprile 2009    | Caprera           | 3 - 3  | Atletico Oristano |  |
| 19 aprile 2009    | Olbia             | 0 - 8  | Torres            |  |

#### Girone B
| Pos. | Squadra             | Pt | G | V | N | P | GF | GS | DR  |
| ---- | ------------------- | -- | - | - | - | - | -- | -- | --- |
| 1.   | Upea Orlandia 97    | 12 | 4 | 4 | 0 | 0 | 16 | 3  | +13 |
| 2.   | Acese               | 9  | 4 | 3 | 0 | 1 | 11 | 6  | +5  |
| 3.   | Ludos Palermo       | 4  | 4 | 1 | 1 | 2 | 6  | 8  | -2  |
| 4.   | Aquile Palermo      | 4  | 4 | 1 | 1 | 2 | 2  | 11 | -9  |
| 5.   | Ginnic Club Stadium | 0  | 4 | 0 | 0 | 4 | 6  | 13 | -7  |

| 7 settembre 2008  | Ginnic Club Stadium | 3 - 4 | Acese               |  |
| 7 settembre 2008  | Upea Orlandia 97    | 4 - 2 | Ludos Palermo       |  |
| 14 settembre 2008 | Acese               | 5 - 1 | Aquile Palermo      |  |
| 14 settembre 2008 | Ludos Palermo       | 3 - 2 | Ginnic Club Stadium |  |
| 21 settembre 2008 | Aquile Palermo      | 0 - 0 | Ludos Palermo       |  |
| 21 settembre 2008 | Ginnic Club Stadium | 1 - 5 | Upea Orlandia 97    |  |
| 28 settembre 2008 | Ludos Palermo       | 1 - 2 | Acese               |  |
| 28 settembre 2008 | Upea Orlandia 97    | 6 - 0 | Aquile Palermo      |  |
| 11 gennaio 2009   | Aquile Palermo      | 1 - 0 | Ginnic Club Stadium |  |
| 11 gennaio 2009   | Acese               | 0 - 1 | Upea Orlandia 97    |  |

#### Girone C
| Pos. | Squadra                 | Pt | G | V | N | P | GF | GS | DR  |
| ---- | ----------------------- | -- | - | - | - | - | -- | -- | --- |
| 1.   | Roma CF                 | 10 | 4 | 3 | 1 | 0 | 13 | 4  | +11 |
| 2.   | Lazio CF                | 8  | 4 | 2 | 2 | 0 | 7  | 0  | +7  |
| 3.   | Napoli                  | 6  | 4 | 2 | 0 | 2 | 10 | 11 | -1  |
| 4.   | Vis Francavilla Fontana | 2  | 4 | 0 | 2 | 2 | 1  | 5  | -4  |
| 5.   | Acmei Bari              | 1  | 4 | 0 | 1 | 3 | 3  | 14 | -11 |

| 7 settembre 2008  | Roma                    | 7 - 1 | Acmei Bari              |  |
| 7 settembre 2008  | Vis Francavilla Fontana | 0 - 0 | Lazio                   |  |
| 14 settembre 2008 | Acmei Bari              | 0 - 0 | Vis Francavilla Fontana |  |
| 14 settembre 2008 | Lazio                   | 4 - 0 | Napoli                  |  |
| 21 settembre 2008 | Napoli                  | 4 - 2 | Acmei Bari              |  |
| 21 settembre 2008 | Vis Francavilla Fontana | 0 - 2 | Roma                    |  |
| 27 settembre 2008 | Roma                    | 4 - 3 | Napoli                  |  |
| 28 settembre 2008 | Acmei Bari              | 0 - 3 | Lazio                   |  |
| 11 gennaio 2009   | Napoli                  | 3 - 1 | Vis Francavilla Fontana |  |
| 11 gennaio 2009   | Lazio                   | 0 - 0 | Roma                    |  |

#### Girone D
| Pos. | Squadra       | Pt | G | V | N | P | GF | GS | DR |
| ---- | ------------- | -- | - | - | - | - | -- | -- | -- |
| 1.   | Grifo Perugia | 8  | 6 | 2 | 2 | 2 | 10 | 11 | -1 |
| 2.   | Firenze       | 8  | 6 | 2 | 2 | 2 | 8  | 7  | +1 |
| 3.   | Pisa          | 8  | 6 | 2 | 2 | 2 | 5  | 5  | 0  |
| 4.   | L.F. Jesina   | 7  | 6 | 1 | 4 | 1 | 9  | 9  | 0  |

| 7 settembre 2008  | E.D.P. Jesina | 6 - 4 | Grifo Perugia |  |
| 7 settembre 2008  | Pisa          | 0 - 2 | Firenze       |  |
| 14 settembre 2008 | Firenze       | 1 - 1 | E.D.P. Jesina |  |
| 14 settembre 2008 | Grifo Perugia | 1 - 0 | Pisa          |  |
| 21 settembre 2008 | Grifo Perugia | 3 - 2 | Firenze       |  |
| 21 settembre 2008 | Pisa          | 0 - 0 | E.D.P. Jesina |  |
| 28 settembre 2008 | Firenze       | 1 - 2 | Pisa          |  |
| 28 settembre 2008 | Grifo Perugia | 1 - 1 | E.D.P. Jesina |  |
| 11 gennaio 2009   | E.D.P. Jesina | 1 - 1 | Firenze       |  |
| 11 gennaio 2009   | Pisa          | 1 - 1 | Grifo Perugia |  |
| 19 aprile 2009    | E.D.P. Jesina | 0 - 2 | Pisa          |  |
| 19 aprile 2009    | Firenze       | 1 - 0 | Grifo Perugia |  |

#### Girone E
| Pos. | Squadra        | Pt | G | V | N | P | GF | GS | DR  |
| ---- | -------------- | -- | - | - | - | - | -- | -- | --- |
| 1.   | Reggiana       | 10 | 4 | 3 | 1 | 0 | 18 | 3  | +15 |
| 2.   | Fiamma Monza   | 10 | 4 | 3 | 1 | 0 | 17 | 4  | +13 |
| 3.   | Cervia         | 6  | 4 | 2 | 0 | 2 | 7  | 8  | -1  |
| 4.   | Dinamo Ravenna | 3  | 4 | 1 | 0 | 3 | 3  | 15 | -12 |
| 5.   | Montale 2000   | 0  | 4 | 0 | 0 | 4 | 1  | 16 | -15 |

| 7 settembre 2008  | Fiammamonza    | 6 - 0 | Montale 2000   |  |
| 7 settembre 2008  | Reggiana       | 6 - 0 | Dinamo Ravenna |  |
| 13 settembre 2008 | Dinamo Ravenna | 0 - 1 | Cervia         |  |
| 14 settembre 2008 | Montale 2000   | 0 - 6 | Reggiana       |  |
| 20 settembre 2008 | Reggiana       | 1 - 1 | Fiammamonza    |  |
| 21 settembre 2008 | Cervia         | 2 - 0 | Montale 2000   |  |
| 27 settembre 2008 | Fiammamonza    | 3 - 2 | Cervia         |  |
| 28 settembre 2008 | Montale 2000   | 1 - 2 | Dinamo Ravenna |  |
| 11 gennaio 2009   | Cervia         | 2 - 5 | Reggiana       |  |
| 11 gennaio 2009   | Dinamo Ravenna | 1 - 7 | Fiammamonza    |  |

#### Girone F
| Pos. | Squadra             | Pt | G | V | N | P | GF | GS | DR  |
| ---- | ------------------- | -- | - | - | - | - | -- | -- | --- |
| 1.   | Chiasiellis         | 10 | 4 | 3 | 1 | 0 | 14 | 3  | +11 |
| 2.   | Tavagnacco          | 9  | 4 | 3 | 0 | 1 | 18 | 7  | +11 |
| 3.   | Fortitudo Mozzecane | 4  | 4 | 1 | 1 | 2 | 8  | 11 | -3  |
| 4.   | Venezia 1984        | 3  | 4 | 1 | 0 | 3 | 12 | 11 | +1  |
| 5.   | Gordige             | 3  | 4 | 1 | 0 | 3 | 5  | 25 | -20 |

| 7 settembre 2008  | Fortitudo Mozzecane | 2 - 6        | Tavagnacco          |  |
| 7 settembre 2008  | Gordige             | 0 - 7        | Chiasiellis         |  |
| 14 settembre 2008 | Tavagnacco          | 8 - 1        | Gordige             |  |
| 14 settembre 2008 | Chiasiellis         | 3 - 1        | Venezia 1984        |  |
| 20 settembre 2008 | Venezia 1984        | 2 - 4        | Tavagnacco          |  |
| 21 settembre 2008 | Gordige             | 3 - 1        | Fortitudo Mozzecane |  |
| 27 settembre 2008 | Tavagnacco          | 0 - 2        | Chiasiellis         |  |
| 29 settembre 2008 | Fortitudo Mozzecane | 3 - 0 a tav. | Venezia 1984        |  |
| 10 gennaio 2009   | Venezia 1984        | 9 - 1        | Gordige             |  |
| 11 gennaio 2009   | Chiasiellis         | 2 - 2        | Fortitudo Mozzecane |  |

#### Girone G
| Pos. | Squadra          | Pt | G | V | N | P | GF | GS | DR  |
| ---- | ---------------- | -- | - | - | - | - | -- | -- | --- |
| 1.   | Bardolino Verona | 12 | 4 | 4 | 0 | 0 | 29 | 1  | +28 |
| 2.   | Atalanta         | 9  | 4 | 3 | 0 | 1 | 16 | 9  | +7  |
| 3.   | Brescia          | 6  | 4 | 2 | 0 | 2 | 6  | 12 | -6  |
| 4.   | Mozzanica        | 3  | 4 | 1 | 0 | 3 | 9  | 11 | -2  |
| 5.   | Trento           | 0  | 4 | 0 | 0 | 4 | 6  | 33 | -27 |

| 7 settembre 2008  | Atalanta         | 5 - 1  | Brescia          |  |
| 7 settembre 2008  | Mozzanica        | 8 - 1  | Trento           |  |
| 14 settembre 2008 | Brescia          | 0 - 5  | Bardolino Verona |  |
| 14 settembre 2008 | Trento           | 3 - 9  | Atalanta         |  |
| 20 settembre 2008 | Atalanta         | 2 - 0  | Mozzanica        |  |
| 20 settembre 2008 | Bardolino Verona | 12 - 0 | Trento           |  |
| 28 settembre 2008 | Mozzanica        | 1 - 7  | Bardolino Verona |  |
| 28 settembre 2008 | Trento           | 2 - 4  | Brescia          |  |
| 10 gennaio 2009   | Bardolino Verona | 5 - 0  | Atalanta         |  |
| 11 gennaio 2009   | Brescia          | 1 - 0  | Mozzanica        |  |

#### Girone H
| Pos. | Squadra         | Pt | G | V | N | P | GF | GS | DR  |
| ---- | --------------- | -- | - | - | - | - | -- | -- | --- |
| 1.   | Torino          | 13 | 5 | 4 | 1 | 0 | 16 | 6  | +10 |
| 2.   | Como 2000       | 11 | 5 | 3 | 2 | 0 | 7  | 3  | +4  |
| 3.   | Entella         | 10 | 5 | 3 | 1 | 1 | 11 | 8  | +3  |
| 4.   | ACF Milan       | 6  | 5 | 2 | 0 | 3 | 5  | 4  | +1  |
| 5.   | Riozzese        | 2  | 5 | 1 | 0 | 4 | 4  | 10 | -6  |
| 6.   | Tradate Abbiate | 0  | 5 | 0 | 0 | 5 | 3  | 15 | -12 |

| 7 settembre 2008  | Como 2000       | 2 - 2        | Torino          |  |
| 7 settembre 2008  | Riozzese        | 0 - 3 a tav. | Milan           |  |
| 7 settembre 2008  | Tradate Abbiate | 1 - 5        | Entella         |  |
| 13 settembre 2008 | Torino          | 1 - 0        | Riozzese        |  |
| 13 settembre 2008 | Milan           | 1 - 0        | Tradate Abbiate |  |
| 13 settembre 2008 | Entella         | 0 - 0        | Como 2000       |  |
| 20 settembre 2008 | Riozzese        | 1 - 3        | Entella         |  |
| 20 settembre 2008 | Torino          | 2 - 1        | Milan           |  |
| 21 settembre 2008 | Como 2000       | 2 - 0        | Tradate Abbiate |  |
| 28 settembre 2008 | Como 2000       | 1 - 0        | Milan           |  |
| 28 settembre 2008 | Entella         | 2 - 6        | Torino          |  |
| 28 settembre 2008 | Tradate Abbiate | 1 - 2        | Riozzese        |  |
| 11 gennaio 2009   | Torino          | 5 - 1        | Tradate Abbiate |  |
| 11 gennaio 2009   | Riozzese        | 1 - 2        | Como 2000       |  |
| 7 febbraio 2009   | Milan           | 0 - 1        | Entella         |  |

### Quarti di finale
| Squadra 1                  | Totale | Squadra 2     | Andata | Ritorno |
| -------------------------- | ------ | ------------- | ------ | ------- |
| 25 aprile - 23 maggio 2009 |        |               |        |         |
| Reggiana                   | 5 - 1  | Chiasiellis   | 2 - 0  | 3 - 1   |
| 23 maggio - 6 giugno 2009  |        |               |        |         |
| Bardolino Verona           | 11 - 1 | Torino        | 8 - 1  | 3 - 0   |
| 24 maggio - 6 giugno 2009  |        |               |        |         |
| Upea Orlandia 97           | 2 - 1  | Roma          | 2 - 1  | 0 - 0   |
| 24 maggio - 7 giugno 2009  |        |               |        |         |
| Torres                     | 6 - 1  | Grifo Perugia | 4 - 0  | 2 - 1   |

### Final four

#### Tabellone
|  | Semifinali       | Semifinali       | Semifinali |        |                  | Finale           | Finale | Finale |  |
|  |                  |                  |            |        |                  |                  |        |        |  |
|  | Reggiana         | Reggiana         | 0          |        |                  |                  |        |        |  |
|  | Reggiana         | Reggiana         | 0          |        |                  |                  |        |        |  |
|  | Bardolino Verona | Bardolino Verona | 4          |        |                  |                  |        |        |  |
|  | Bardolino Verona | Bardolino Verona | 4          |        | Bardolino Verona | Bardolino Verona | 2      |        |  |
|  |                  |                  |            |        | Bardolino Verona | Bardolino Verona | 2      |        |  |
|  |                  |                  | Torres     | Torres | 0                |                  |        |        |  |
|  | Torres           | Torres           | Torres     | Torres | 0                | 5                |        |        |  |
|  | Torres           | Torres           |            |        |                  |                  |        |        |  |
|  | Upea Orlandia 97 | Upea Orlandia 97 | 1          |        |                  |                  |        |        |  |

#### Semifinali
| Squadra 1        | Risultato | Squadra 2        |
| ---------------- | --------- | ---------------- |
| 11 giugno 2009   |           |                  |
| Bardolino Verona | 4 - 0     | Reggiana         |
| Torres           | 5 - 1     | Upea Orlandia 97 |

#### Finale
| Arbitro: | Luca Lertua (Tivoli) |

|                          |           |  |
| Motta 28’ Gabbiadini 84’ | Marcatori |  |

## La Coppa Italia di Serie B
Al torneo di Coppa Italia di calcio femminile riservato alle formazioni di Serie B competizione sono iscritte d'ufficio 49 delle 52 società componenti l'organico del campionato cadetto nella stagione 2008-2009.

### Prima fase
La prima fase ha previsto la suddivisione delle 49 squadre partecipanti in 12 gironi all'italiana, composti su base territoriale. La prima classificata di ciascun raggruppamento si è qualificata alla fase dei quarti di finale. In tutti i gironi le squadre si affrontano una sola volta.
Classifiche gironi
Girone A: Pro Reggina 97 9 punti, Salento Donne 6, Eagles Red&Blue Taranto 3, Udv Argentanese 0.

Girone B: Domina Neapolis Acerrana 9 punti, Centro Ester 4, Salernitana 4, Vesevus Trecase 0.

Girone C: Sezze 9 punti, Res Roma 6, Eurnova 3, Siena -1

Girone D: Atletic Montaquila 9 punti, Ariete Calcio 4, Campobasso 3, Sessano Femminile 1.

Girone E: FruttaPiù Verona 9 punti, Franciacorta 4, Femminile Romano 3, Alessandria 1.

Girone F: Picenum 10 punti, Anspi Marsciano 5, Multimarche Montecassino 3, Cf Porto Sant'Elpidio 3, Julia Spello 1.

Girone G: Südtirol Vintl Damen 9 punti, Brixen OBI 3, Vicenza 3, Carianese 0.

Girone H: Valbruna Vicenza 6 punti, Exto Schio06 4, Laghi 4, Femm. Mestre 1999 3.

Girone I: Barcon 7 punti, Trasaghis 4, Graphistudio Campagna 3, Pasiano 2.

Girone L: Packcenter Imola 9 punti, Imolese 6, Castelvecchio 1, Virtus Romagna 1.

Girone M: Multedo 9 punti, Bogliasco Pieve 4, Sarzanese 3, Laurenthiana Isolotto 1.

Girone N: Virtus Fossano 9 punti, Real Canavese Chivas 4, Femminile Juventus 4, Romagnano 0.

### Gironi dei quarti di finale
Le 12 squadre qualificate sono state suddivise in quattro gironi da tre squadre, che si incontrano in gare di sola andata. La prima di ogni girone passa accede alla final-four.
Classifiche gironi
Girone 1: Pro Reggina97 4 punti, Domina Neapolis Acerrana 2, Atletic Montaquila 1.

Girone 2: Sezze elimina il Packcenter Imola in gara unica. Picenum escluso per rinuncia.

Girone 3: FruttaPiù Verona 6 punti, Multedo 3, Virtus Fossano 0.

Girone 4: Südtirol Vintl Damen 6 punti, Barcon 3, Valbruna Vicenza 0.

### Final four
|  | Semifinali        | Semifinali        | Semifinali        |                   |       | Finale | Finale | Finale |  |
|  |                   |                   |                   |                   |       |        |        |        |  |
|  | Pro Reggina 97    | Pro Reggina 97    | 1                 |                   |       |        |        |        |  |
|  | Pro Reggina 97    | Pro Reggina 97    | 1                 |                   |       |        |        |        |  |
|  | Sezze             | Sezze             | 4                 |                   |       |        |        |        |  |
|  | Sezze             | Sezze             | 4                 |                   | Sezze | Sezze  | 3      |        |  |
|  |                   |                   |                   |                   | Sezze | Sezze  | 3      |        |  |
|  |                   |                   | Frutta Più Verona | Frutta Più Verona | 4     |        |        |        |  |
|  | Frutta Più Verona | Frutta Più Verona | Frutta Più Verona | Frutta Più Verona | 4     | 3      |        |        |  |
|  | Frutta Più Verona | Frutta Più Verona |                   |                   |       |        |        |        |  |
|  | Südtirol Vintl    | Südtirol Vintl    | 2                 |                   |       |        |        |        |  |